# Danh sách nhân vật trong The Hobbit
Danh sách sau đây liệt kê tất cả các nhân vật được nêu tên xuất hiện trong tác phẩm Anh chàng Hobbit (1937) của J. R. R. Tolkien. Các nhân vật được phân loại theo chủng tộc. Nội dung chủ yếu dựa trên Anh chàng Hobbit; thông tin chi tiết từ các nguồn bên ngoài chỉ được đề cập ở những phần quan trọng để hiểu rõ hơn về nhân vật trong bối cảnh của truyện.

## Hobbit
- Bilbo Baggins xứ Đáy Bao (Bag End), nhân vật chính và người Hobbit chính của câu chuyện.
- Bungo Baggins, cha của Bilbo.
- Belladonna Took, mẹ của Bilbo.
- Già Took, ông ngoại của Bilbo.
- Chubb, Chubb, và Burrowes, những người bán đấu giá quản lý việc thanh lý tài sản của Bilbo.
- Sackville-Bagginses, những người anh em họ[1] tham lam của Bilbo.
- Bullroarer Took, một nhân vật lịch sử, được nhắc đến như người chú vĩ đại vĩ đại của Bilbo.

## Phù thủy
- Gandalf, người tổ chức chuyến phiêu lưu trong Anh chàng Hobbit.
- Radagast, một phù thủy được nhắc đến như "anh em họ" của Gandalf.

## Người lùn
- Dáin, anh họ thứ hai của Thorin, người dẫn đầu đạo quân người lùn đến hỗ trợ nhóm của Thorin trong Trận chiến năm đạo quân.

### Hội đồng hành của Thorin
Hội đồng hành của Thorin gồm 13 người lùn - với sự tham gia của Bilbo Baggins và thầy phù thủy Gandalf.
- Hoàng gia Durin - gồm Thorin Oakenshield và hai con trai của chị gái ông:
  - Thorin Oakenshield, lãnh đạo của Hội, người thừa kế của vương quốc dưới Ngọn núi Cô độc. Ông sở hữu bộ râu dài nhất trong Hội, đeo một chiếc thắt lưng vàng, mũ trùm đầu xanh da trời với một tua lớn màu bạc. Thorin biết chơi đàn hạc.
  - Fili, cùng với anh trai Kili là người lùn trẻ nhất trong Hội, người tỏ ra rất hữu ích nhờ vào thị lực nhạy bén của mình. Anh đội một chiếc mũ trùm đầu màu xanh và để râu màu vàng.
  - Kili, người cùng với anh trai Fili là người lùn trẻ nhất trong Hội. Anh đội một chiếc mũ trùm đầu màu xanh và để râu màu vàng.
- Bốn người anh em họ thứ ba của Thorin - gồm hai cặp anh em:
  - Balin. Anh trai của Dwalin. Ông đội một chiếc mũ trùm đầu màu đỏ và để râu trắng. Bilbo và Balin sau này trở thành bạn tốt của nhau. (Balin là người lùn duy nhất đã trở lại Đáy Bao để thăm Bilbo sau các sự kiện trong Anh chàng Hobbit)
  - Dwalin. Em trai của Balin. Anh đội một chiếc mũ trùm đầu màu xanh lá cây đậm và thắt lưng vàng, có một bộ râu xanh được cài vào thắt lưng, và giống như anh trai Balin, anh biết chơi vi-ô-lông. Anh là người đầu tiên trong số những người lùn mà Bilbo gặp.
  - Oin. Anh của Gloin. Anh đội một chiếc mũ trùm đầu màu nâu. Anh và Gloin được giao nhiệm vụ nổi lửa trại.
  - Gloin. Anh của Oin. Anh đội một chiếc mũ trùm đầu màu trắng. Gloin công khai nghi ngờ Bilbo khi bắt đầu cuộc hành trình.[2] (Gloin là cha đẻ của nhân vật Gimli trong Chúa tể những chiếc nhẫn)
- Ba người lùn là bà con xa của Thorin:
  - Dori. Anh đội một chiếc mũ trùm đầu màu tím. Dori được giao nhiệm vụ cõng Bilbo trong đường hầm của bọn yêu tinh. Anh biết thổi sáo.
  - Nori. Anh đội một chiếc mũ trùm đầu màu tím. Anh cũng biết thổi sáo.
  - Ori. Anh đội một chiếc mũ trùm đầu màu xám.
- Ba người lùn "hậu duệ của Người lùn Moria nhưng không thuộc dòng dõi Durin":[3]
  - Bifur. Em họ của Bofur và Bombur. Anh đội chiếc mũ trùm đầu màu vàng và chơi kèn clarinet.[4]
  - Bofur. Anh trai của Bombur và anh em họ với Bifur. Anh đội chiếc mũ trùm đầu màu vàng và chơi kèn clarinet.
  - Bombur. Anh trai của Bofur và anh em họ với Bifur, là người to béo và đồng cảm với hoàn cảnh của Bilbo. Anh đội một chiếc mũ trùm đầu màu xanh lá cây nhạt.

## Tiên
- Elrond, thủ lĩnh xứ Rivendell. Ông mang trong mình dòng máu thần tiên và các anh hùng phương Bắc.
- Vua Tiên, thủ lĩnh các Tiên tại Mirkwood (Rừng Âm U). Ông là người đã cho bắt giam các chú lùn - họ sau đó được Bilbo giải thoát. (Trong Anh chàng Hobbit, ông được gọi là Vua Tiên; tên thật của ông được tiết lộ là "Thranduil" trong Chúa tể những chiếc nhẫn)
- Galion, quản gia của hội quán Tiên. Ông là người có sở thích uống rượu - chính sở thích này đã giúp Bilbo và các chú lùn trốn thoát.

## Con người
- Bard, cung thủ thị trấn Hồ, người đã giết rồng Smaug. Anh là người thừa kế của Girion.
- Beorn "người thay da đổi lốt", ông có thể biến hình thành gấu. Ông đã chiến đấu chống lại bọn yêu tinh (goblin) trong Trận chiến năm đạo quân - cùng với con người, thần tiên và người lùn.
- Thị trưởng thị trấn Hồ, một chính trị gia có tài, người đã phải chết đói trong vùng hoang dã với của cải ông cướp được từ chính người dân của mình sau khi thị trấn Hồ bị phá hủy.

## Quỷ khổng lồ (Troll)
- Tom, một trong ba tên troll đã bắt các thành viên của Hội Thorin. Chúng tranh cãi về cách "chế biến" các chú lùn. Bị lừa bởi giọng nói mạo danh của Gandalf, ba tên đã tranh luận cho đến bình minh, khi tia nắng mặt trời xuất hiện và biến chúng thành đá. (Trong Chúa tể những chiếc nhẫn, địa điểm xảy ra sự kiện này được xác định là Trollshaws)
- Bert, một trong ba tên troll đã bắt nhóm chú lùn.
- William (Bill Huggins), một trong ba tên troll đã bắt nhóm các chú lùn.

## Nhân vật đặc biệt
- Gollum, một sinh vật bí ẩn trong Anh chàng Hobbit. Hắn sống một mình sâu dưới Dãy núi Sương mù, trên một hòn đảo trong hồ nước lạnh lẽo tối tăm. Hắn đánh mất chiếc nhẫn ma thuật mà Bilbo tìm thấy, và thách thức Bilbo trong một trò chơi giải đố nhằm mục đích kéo dài thời gian. Cuối cùng, Bilbo đã trốn thoát với chiếc nhẫn. Trong Chúa tể những chiếc nhẫn, Gollum được tiết lộ là một người Hobbit bị thoái hóa, với cái tên nguyên thủy là Sméagol.
- The Necromancer, một ác nhân bóng tối được nhắc đến trong Anh chàng Hobbit. Trong Chúa tể những chiếc nhẫn, hắn được xác định chính là Sauron.
- Smaug, một con rồng vĩ đại đã biến Núi Cô độc thành hang ổ của mình. Sau khi nhóm Thorin đánh thức hắn khỏi giấc ngủ kéo dài, Smaug phá hủy thị trấn Hồ và bị giết bởi cung thủ Bard.

## Chim
- Chúa tể bầy đại bàng, một con đại bàng khổng lồ, cùng với những chú đại bàng khác, đã giải cứu nhóm Thorin khỏi lũ yêu tinh và hỗ trợ họ trong Trận chiến năm đạo quân. Tên của anh được tiết lộ trong Chúa tể những chiếc nhẫn là Gwaihir, có nghĩa là "Chúa gió" trong tiếng Sindarin.
- Carc, một con quạ thông minh sống trên Ravenhill. bên dưới Núi Cô độc vào thời Vua Thrór.
- Roäc, con trai của Carc; thủ lĩnh bầy quạ lớn ở Núi Cô độc.

## Yêu tinh (Goblin)
- Yêu Tinh Chúa, thủ lĩnh vương quốc yêu tinh nằm dưới Dãy núi Sương mù. Các chiến binh của hắn đã đột kích nhóm Thorin và bắt họ làm tù binh. Hắn bị Gandalf giết khi ông đến giải cứu các chú lùn.
- Bolg, người kế vị Yêu Tinh Chúa, dẫn đầu một đội quân yêu tinh trong Trận chiến năm đạo quân.